# Karl-Heinz Menz
Karl-Heinz Menz (ur. 17 grudnia 1949 w Tambach-Dietharz) – niemiecki biathlonista reprezentujący NRD, brązowy medalista olimpijski.

## Kariera
Największy sukces w karierze osiągnął na igrzyskach olimpijskich w Innsbrucku w 1976 roku, gdzie razem z Manfredem Geyerem, Frankiem Ullrichem i Manfredem Beerem zajął trzecie miejsce w sztafecie. Nie wystąpił w biegu indywidualnym, start w sztafecie był jego jedynym startem olimpijskim. Zajął też między innymi 15. miejsce w sprincie i czwarte w sztafecie podczas mistrzostw świata w Mińsku.
W 1974 roku został mistrzem NRD w sprincie.

## Osiągnięcia

### Igrzyska olimpijskie
| Rok  | Miejscowość | Konkurencje | Konkurencje | Konkurencje | Konkurencje | Konkurencje | Konkurencje | Konkurencje |
| Rok  | Miejscowość | IN          | SP          | PU          | MS          | RL          | MR          | SR          |
| ---- | ----------- | ----------- | ----------- | ----------- | ----------- | ----------- | ----------- | ----------- |
| 1976 | Innsbruck   | –           | nd.         | nd.         | nd.         | 3.          | nd.         | –           |

### Mistrzostwa świata
| Rok  | Miejscowość | Konkurencje | Konkurencje | Konkurencje | Konkurencje | Konkurencje | Konkurencje | Konkurencje |
| Rok  | Miejscowość | IN          | SP          | PU          | MS          | RL          | MR          | SR          |
| ---- | ----------- | ----------- | ----------- | ----------- | ----------- | ----------- | ----------- | ----------- |
| 1973 | Lake Placid | 25.         | –           | nd.         | nd.         | –           | nd.         | –           |
| 1974 | Mińsk       | –           | 15.         | nd.         | nd.         | 4.          | nd.         | –           |
| 1975 | Anterselva  | 18.         | 24.         | nd.         | nd.         | 4.          | nd.         | –           |